# Mariama Signaté
Mariama Signaté, née le 22 juillet 1985 à Dakar (Sénégal), est une handballeuse internationale française, jouant au poste d'arrière gauche.

## Biographie
Née à Dakar, elle arrive en France en 1989 à l'âge de 4 ans.
Formée au club de Toulon Var Handball, elle fait ses débuts en première division en 2000, à seulement 15 ans. Elle passe par le Pôle Espoir de Hyères avant de représenter la France en équipes de jeunes puis en équipe espoir. Elle dispute son premier match avec l’équipe de France en octobre 2004 à l'âge de 19 ans, elle participe au Championnat d'Europe 2004 en Hongrie, compétition au cours de laquelle la France termine à la 11e place.
Pour le Championnat du monde 2007, bien que n'ayant pas participé à la préparation estivale de l'équipe d'Olivier Krumbholz, elle rejoint le groupe pour les derniers matchs de préparation. Malgré ce retard, accentué par une opération du ménisque en septembre, elle parvient à obtenir sa place parmi la liste finale des joueuses choisies par le sélectionneur national, celui-ci misant sur un bras puissant et une présence physique impressionnante en défense.
En 2008, une fracture de la main la prive du tournoi de qualification olympique (TQO) et de la possibilité de contribuer à la qualification de la première équipe française de sport collectif pour les Jeux olympiques de Pékin. Pourtant, sa détermination et la qualité de son jeu lui permettent d’être finalement retenue parmi les 14 joueuses sélectionnées pour défendre les couleurs de la France en Chine. Elle réalise une fin de compétition remarquée, bien que la France soit éliminée en quart de finale face à la Russie.
Après cette aventure olympique, elle rejoint elle rejoint le HBC Nîmes et, à l'issue d'une belle saison 2008/2009, renoue avec des très bons résultats en club : un titre européen et une place sur le podium de la toute nouvelle ligue féminine.
En 2009, elle devient vice-championne du monde en Chine et est élue meilleure arrière gauche de la compétition.
Après une expérience à l'étranger, à Aalborg au Danemark, elle revient en France et signe pour le club d'Issy Paris Hand en 2011. Elle y remporte la Coupe de la Ligue en 2013 et dispute deux finales européennes : la Coupe des Coupes 2013 et Coupe Challenge 2014, malheureusement perdues. Elle termine également deux fois vice-championne de France, et est régulièrement nommée meilleure arrière gauche et meilleure défenseure du championnat. 
Après trois saisons à Issy, elle rejoint le club hongrois de Érdi VSE à l'été 2014.
En 2018, elle rompt son contrat avec Érd et revient en France en s'engageant pour quelques mois avec le Chambray Touraine Handball.
Elle prend sa retraite sportive en 2019.
En 2022, elle obtient un Master en Management Général sur le campus parisien de l'EM Lyon Business School.
En 2024, elle complète son parcours académique avec un MBA en Responsabilité Sociétale des Entreprises et Développement Durable à l'Institut Français de Gestion (IFG).
Depuis juillet 2019, elle est consultante sportive pour La Chaîne L'Équipe. Elle exerce également une activité de conférencière et formatrice en management, spécialisée dans l'intelligence émotionnelle en entreprise.

## Palmarès

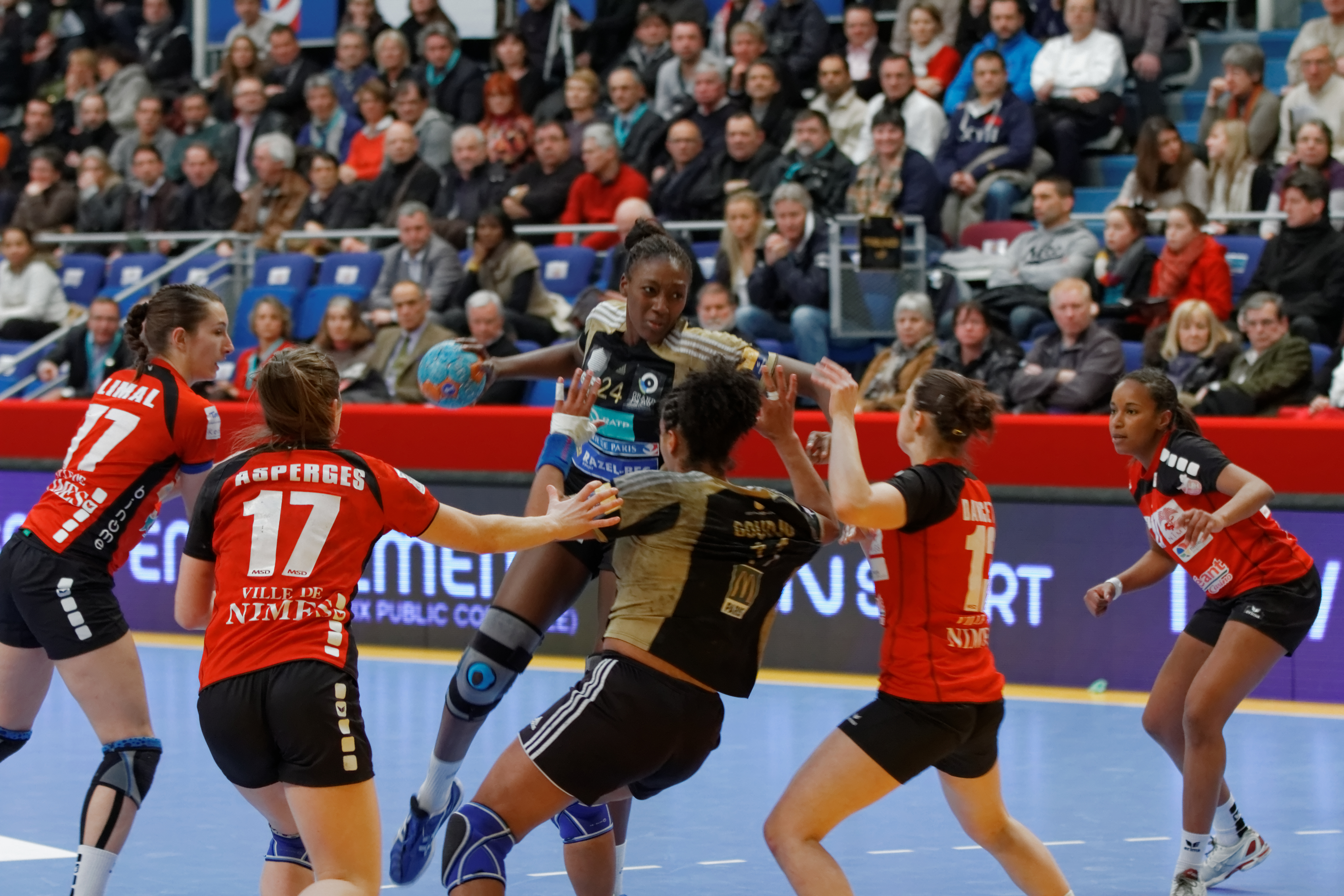
Mariama Signaté face à Nîmes (sous le maillot d'Issy Paris) en finale de coupe de la ligue 2013.

### Club
compétitions internationales
- Vainqueur de la coupe Challenge (C4) en 2009 (avec HBC Nîmes)
  - finaliste en 2014 (avec Issy Paris)
- Finaliste de la coupe des Coupes (C2) en 2013 (avec Issy Paris)
- Demi-finaliste de la coupe de l'EHF (C3) en 2015

compétitions nationales
- Vainqueur de la Coupe de la Ligue en 2013 (avec Issy Paris)
- Finaliste du Championnat de France en 2013 et 2015 (avec Issy Paris)
- Troisième du Championnat de France en 2014 (avec Issy Paris)
- Finaliste de la coupe de la Ligue en 2005 (avec Le Havre AC) et 2008 (avec CJF Fleury-les-Aubrais)
- Finaliste de la coupe de France en 2014 (avec Issy Paris)
- Finaliste de la coupe de Hongrie en 2016 et 2018 (avec Érdi VSE)
- Troisième du championnat de Hongrie 2015, 2016, 2017 et 2018 (avec Erdi VSE)

### Sélection nationale
En équipe de France depuis le 22 octobre 2004 en Allemagne contre la Norvège, 147 sélections et 406 buts
Jeux olympiques
- 5e place aux Jeux olympiques en 2008 de Pékin,  Chine
- 5e place aux Jeux olympiques en 2012 de Londres,  Royaume-Uni

Championnats du monde
- 12e place du Championnat du monde en 2005, Russie
- 5e place au Championnat du monde en 2007,  France
- médaillée d'argent au championnat du monde en 2009,  Chine
- médaillée d'argent au championnat du monde en 2011,  Brésil
- 6e pace  au Championnat du monde 2013,  Serbie

Championnats d'Europe
- 11e place au championnat d'Europe 2004,  Hongrie
- 5e place au championnat d'Europe 2010,  Norvège et  Danemark
- 9e place au championnat d'Europe 2012,  Serbie

autres
- 7e au championnat du monde UNSS en 2001 en Grèce
- 4e place au championnat d'Europe junior 2004
- 5e place aux Jeux méditerranéens en 2005
- Médaille d'or aux Jeux méditerranéens en 2009

### Distinctions individuelles
- élue meilleure arrière gauche du championnat du monde 2009